# Kompensacja czasu martwego
Kompensacja czasu martwego (ang. dead time compensation) – w teorii sterowania, metoda kompensacji (korekcji) stosowana w sterowaniu obiektów z czasem martwym (czyli takich, w których zmiana pojawia się dopiero po dłuższym czasie od momentu zmiany sygnału podanego na wejściu obiektu). Przykładem może tu być zmiana przepływu w długim rurociągu. 
W kompensacji czasu martwego stosuje się element kompensujący dynamikę (predyktor Smitha), który przewiduje jak bieżące zmiany realizowane przez regulator wpłyną w przyszłości na zmienne regulowane. Zmienne te są mierzone i wykorzystywane w sterowaniu w układzie ze sprzężeniem zwrotnym.